# Bion, Manche
Bion är en kommun i departementet Manche i regionen Normandie i norra Frankrike. Kommunen ligger i kantonen Mortain som tillhör arrondissementet Avranches. År 2018 hade Bion 371 invånare.

## Befolkningsutveckling
Antalet invånare i kommunen Bion
| Referens: INSEE |